# اقتصاد توسعه
اقتصاد توسعه بخشی از دانش اقتصاد است که به بررسی جنبه‌های فرایند توسعه و گسترش در کشورهای در حال توسعه می‌پردازد. این بخش از اقتصاد نه تنها به ترقی دادن توسعه اقتصادی، رشد اقتصادی و تغییرات ساختاری بلکه به بهبود پتانسیل توده مردم نیز می‌پردازد؛ برای مثال از طریق تندرستی و بهداشت و آموزش و پرورش و وضعیت کار چه از راه کانال‌های خصوصی و چه از راه کانال‌های عمومی.
اقتصاد توسعه دربرگیرنده ایجاد نظریه‌ها و روش‌هایی است که به تعیین سیاست‌ها و شیوه‌ها کمک کرده و می‌تواند در هر دو سطح محلی و بین‌المللی به اجرا گذاشته شود. این ممکن است دربرگیرنده انگیزه‌های بازار یا روش‌های ریاضی مانند بهینه‌سازی تمپورال برای تجزیه و تحلیل پروژه یا مخلوطی از هر دو روش کمی و کیفی باشد.
بر خلاف بسیاری از دیگر بخش‌های اقتصاد، رویکرد اقتصاد توسعه ممکن است عوامل اجتماعی و سیاسی را جهت طراحی و تدوین برنامه‌های خاص در خود بگنجاند. همچنین بر خلاف بسیاری از دیگر بخش‌های اقتصاد، در این بخش هیچ توافقی مبنی بر آنچه دانشجویان باید بدانند وجود ندارد.
با این وجود خیلی از دانشمندان معتقدند که اقتصاد توسعه دارای یک سری اصول ثابت می‌باشد. آن‌ها برای رسیدن به این موضوع برای خود چندید طرح سؤال کردند؟ اگر ما در تاریخ اقتصادی و فرهنگی ملتها توجه کنیم چه عوامل ثابتی را در پیش برد توسعه اقتصادی آن‌ها میابیم؟ ایا مراتبی وجو دارد که انسان در توسعه اقتصادی جدا از اینکه ارزشهایی را انتخاب کند باید رعایت کند
هرچند توسعه در طی این مدت در هر کشوری قالبی خاص داشته‌است و به نسبت‌های گوناگون محقق شده اما مراتبی معین و ثابت در آن‌ها قابل مشاهده و استنتاج است.
سازماندهی هیئت حاکمه ، توجه به علم، نظام آموزشی قوی، فرهنگ اقتصادی غنی
دانشمندان مختلف علوم توسعه در ارتباط با زمینه‌های مطالعاتی خود و از جمله زمینه اقتصادی معنی کرده‌اند، چنانچه در جریان تحول اندیشه توسعه، سه نظریه قابل تشخیص می‌باشد که عبارتند از:
1. توسعه اقتصاد که به معنای بهره‌وری نیروی انسانی، کاهش سهم کشاورزی در کل تولید، پیشرفت تکنولوژی سخت‌افزار، توسعه شهرنشینی و افزایش آن نسبت به روستا نشینی که در آن تغییر ساختار اقتصادی معمولاً بارشد اقتصادی نیز همراه است.
2. توسعه اقصادی واجتماعی که با تمرکز با شاخصهایی از معیار زندگی همچون فقر، توزیع درآمد، تغذیه، امید به زندگی، باسوادی، آموزش و پرورش، اشتغال، مسکن، آبرسانی و خدمات دیگر انجام می‌گیرد. این تفکر علاوه بر ایجا د ظرفیتهای اقتصادی، به عدالت اجتماعی از قبیل توزیع عادلانه ثروت وکاهش اختلاف طبقاتی و تأمین حداقل سطح زندگی نیز توجه دارد.
3. توسعه سیاسی،اقتصادی واجتماعی که بر حسب معیارهایی از قبیل درک بهتر فرایندهای سیاسی، اقتصادی و اجتماعی، شایستگی خرد و دانش در تحلیل وحل مسایل روزمره زندگی، گسترش مهارتهای دستی و کنترل بیشتر بر منابع اقتصادی، بازگرداندن حیثیت و کرامت انسانی و رابطه بین گروه‌های اجتماعی بر مبنای احترام متقابل و برابر سنجیده می‌شود. برای آشنایی بیشتر با مفهوم توسعه به تعاریفی چند از طرف برخی صاحب نظران می‌پردازیم:

مانک هاوسدر در تعریف development چنین گفته‌است: "برنامه‌ریزی در دست اقدام برای شهر و کشور، ساختمان‌سازی، تجدید بنا، عملیات مهندسی و استخراج معدن "
جرایدمی یر توسعه را فرایندی می‌داند که موجب افزایش درآمد سرانه در بلند مدت می‌شود.
روبین اتفیلد وبری ویکنز در تعریف توسعه می‌گوید:توسعه فرایندی جامع از فعالیت‌های اقتصادی، اجتماعی، فرهنگی و سیاسی که هدفش بهبود مداوم زندگی تمام جمعیت بوده و فعالیت، آزادی مشارکتت مناسب وتوزیع عادلانه منافع از ارکان اساسی آن به‌شمار می‌آید.
جوزف استیگلیتز در کتاب توسعه پایدار یه به جمع آوری مقاله‌های مختلف در پیشبرد اهداف توسعه پرداخته‌است؛ که به اختصار مقدمه‌ای رادر اینجا میاوریم:
در بطن همه مقاله‌های این مجلد این اعتقاد نهفته‌است که پندارها (ایده‌ها) برای پیشرفت اتی اقتصاد توسعه امری بنیادین به‌شمار می‌روند. هیچ فرمولی برای توسعه وجود ندارد. کمک مالی هم به تنهایی نمی‌تواند منجر به توسعه شود. به قول یک اقتصاد دان ارشد سابق بانک جهانی،
اکنون بیش از پیش اولویت اصلی بانک جهانی ان است… که راهبردهای بهتری برای توسعه اقتصادی بیافریند و به اجرای این راهبردها کمک کند این راهبردها باید بیش از گذشته مبتنی بر انتقال دیگران و دگرگونی دانش باشد. به حدی که کم بود مورد انتظار در زمینه مساعدت مالی مربوط به توسعه را جبران کند … صریحاً بگویم چون در دهی آینده پول زیادی برای توسعه وجود نخواهد داشت. باید ایده‌های خوب زیادی وجو داشته باشد اکنون دریافته‌ایم که شکاف دانش میان کشورهای ثروتمند و فقیر به همان اندازه شکاف پس‌اندازها یا شکاف ارز خارجی اهمیت دارد، به همین دلیل گزارش توسعه جهانی ۹۹/۱۹۸۹ بانک جهانی فقط به مضمون «دانش برای توسعه» پرداخت. به قول جوزف استیگلیتز، اقتصاد دان ارشد بانک جهانی در کنفرانس دوبرونیک.
امروزه بانک جهانی بخش عمده‌ای از تأکید خود را به امور غیر مادی از قبیل دانش، نهاده‌ها و فرهنگ معطوف کرده و می‌کوشد چارچوب کامل تری برای توسعه جدید بیافریند. برای مثال ما می‌خواهیم بانک دانش باشیم و نه فقط بانکی برای تأمین مالی زیر بناهای اقتصادی. اکنون به نظر ما توسعه اقتصادی کمتر شبیه ساختمان‌سازی و بیشتر شیبیه تعلیم در معنایی گسترده و جامع است که دانش، نهادها وفرهنگ را دربر میگرد) استیگلیتز۱۹۹۹)